# Romuald Paczuski
Romuald Paczuski (ur. 22 stycznia 1889 w Warszawie, zm. między 20 a 22 kwietnia 1940 w Katyniu) – kapitan intendent Wojska Polskiego, kawaler Krzyża Walecznych, ofiara zbrodni katyńskiej.

## Życiorys
Był synem Józefa i Karoliny z Goryszewskich. Uczestnik I wojny światowej. Żołnierz III Korpusu Polskiego w Rosji. 1 lutego 1919 został przeniesiony z etatów oficerów artylerii na etat oficerów prowiantowych z przydziałem do Zarządu Kwaterunkowego w Rembertowie. 19 stycznia 1921 został zatwierdzony w stopniu porucznika artylerii z dniem 1 kwietnia 1920 z grupy „byłych Korpusów Wschodnich i armii rosyjskiej”.  W 1923 jako oficer nadetatowy Okręgowego Zakładu Gospodarczego nr I w stopniu porucznika administracji, dział gospodarczy ze starszeństwem z dniem 1 czerwca 1919 i 119 lokatą służył w Departamencie VII Intendentury Ministerstwa Spraw Wojskowych. 2 kwietnia 1924 awansował do stopnia kapitana administracji ze starszeństwem z dniem 1 lipca 1923 i 105 lokatą, jego przydział służbowy pozostał bez zmian. We wrześniu 1926 został przydzielony do Komisji Gospodarczej MSWojsk. Od 1928 płatnik w Kwaterze Głównej MSWojsk.. Z dniem 15 sierpnia 1933 roku został przeniesiony do korpusu oficerów intendentów. Z dniem 30 listopada 1933 został przeniesiony w stan spoczynku z równoczesnym przeniesieniem ewidencyjnym do Departamentu Intendentury MSWojsk. W 1934 pozostawał w ewidencji PKU Warszawa Miasto III. 
Po agresji ZSRR na Polskę 17 września 1939 dostał się do niewoli radzieckiej. Według stanu z kwietnia 1940 był jeńcem obozu w Kozielsku. Między 19 a 21 kwietnia 1940 przekazany do dyspozycji naczelnika Zarządu NKWD Obwodu Smoleńskiego – lista wywózkowa 035/4 pozycja 57, nr akt 2209 z 16 kwietnia 1940. Został zamordowany między 20 a 22 kwietnia 1940 w Katyniu przez funkcjonariuszy Obwodowego Zarządu NKWD w Smoleńsku oraz pracowników NKWD przybyłych z Moskwy na mocy decyzji Biura Politycznego KC WKP(b) z 5 marca 1940. Ofiary tej zbrodni grzebano w bezimiennych mogiłach zbiorowych, gdzie od 28 lipca 2000 mieści się oficjalnie Polski Cmentarz Wojenny w Katyniu. W miejscu tym prowadzone były ekshumacje i prace archeologiczne. W 1943 jego ciało zostało zidentyfikowane w toku ekshumacji nadzorowanych przez Niemców pod numerem 596 (raport dzienny z 25 kwietnia 1943). Figuruje liście Komisji Technicznej PCK pod numerem 0596. Przy szczątkach w mundurze kapitana znaleziono kilka wizytówek. Znajduje się na liście ofiar opublikowanej w Gońcu Krakowskim nr 89.
Był żonaty z Franciszką z Kaczmarczyków.
5 października 2007 minister obrony narodowej Aleksander Szczygło mianował go pośmiertnie na stopień majora. Awans został ogłoszony 9 listopada 2007, w Warszawie, w trakcie uroczystości „Katyń Pamiętamy – Uczcijmy Pamięć Bohaterów”.

## Ordery i odznaczenia
- Krzyż Walecznych[5][2]
- Srebrny Krzyż Zasługi – 19 marca 1931 „za zasługi na polu administracji wojska”[27]
- Krzyż Kampanii Wrześniowej – pośmiertnie 1 stycznia 1986[28]